# Ден на енергетика
Денят на енергетѝка е професионален празник на работниците и служителите в енергетиката, в България. Отбелязва се всяка година, в предпоследната  неделя на месец Юни. Обявен е с Решение №231 от 23 май 1967 г. на Министерския съвет на Народна република България. За първи път е отбелязан на 16 юни 1967 г.